# بلدة برادي (مقاطعة كالامازو)
برادي، مقاطعة كالامازو (بالإنجليزية: Brady Township, Kalamazoo County, Michigan)‏ هي بلدة تقع بولاية ميشيغان في الولايات المتحدة. تبلغ مساحتها 93.6 (كم²)، وترتفع عن سطح البحر 260 م، بلغ عدد سكانها 4263 نسمة في عام تعداد الولايات المتحدة 2000 حسب إحصاء مكتب تعداد الولايات المتحدة وتصل الكثافة السكانية فيها 47.2 نسمة/كم2.

## وصلات خارجية
- The US50 - Cities and Towns in Michigan State
- Michigan Cities and Towns, Facts, Map, Flag, Colleges, Government, and More